# Liste der Kulturdenkmäler in Nitz
In der Liste der Kulturdenkmäler in Nitz sind alle Kulturdenkmäler der rheinland-pfälzischen Ortsgemeinde Nitz aufgeführt. Grundlage ist die Denkmalliste des Landes Rheinland-Pfalz (Stand: 17. Juli 2023).

## Einzeldenkmäler
| Bezeichnung                               | Lage                  | Baujahr                           | Beschreibung                                                                                         | Bild                           |
| ----------------------------------------- | --------------------- | --------------------------------- | --- | ------------------------------ |
| Katholische Kapelle St. Petrus und Paulus | Hauptstraße Lage      | erste Hälfte des 18. Jahrhunderts | kleiner Saalbau, wohl aus der ersten Hälfte des 18. Jahrhunderts, 1933 nach Brand teilweise erneuert | weitere Bilder Fotos hochladen |
| Wohnhaus                                  | Kapellenstraße 1 Lage | 19. Jahrhundert                   | Fachwerkhaus, teilweise massiv, 19. Jahrhundert                                                      | BW                             |